# Leskovo (Demir Hisar)
Leskovo (en macédonien Лесково) est un village du sud-est de la Macédoine du Nord, situé dans la municipalité de Demir Hisar. Le village ne comptait aucun habitant en 2002. 